# Carl Ferdinand Cori

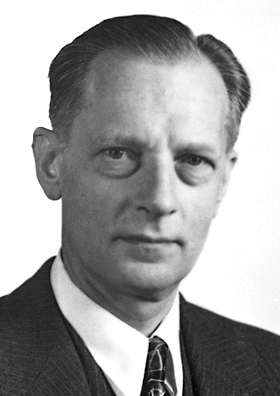
Carl Ferdinand Cori 1947

Carl Ferdinand Cori (* 5. Dezember 1896 in Prag, Österreich-Ungarn; † 20. Oktober 1984 in Cambridge, Massachusetts) war ein österreichisch/US-amerikanischer Pharmakologe und Biochemiker sowie Nobelpreisträger.

## Leben
Cori entstammte einer altösterreichischen Gelehrtenfamilie. Er war der Sohn des Zoologen Carl Isidor Cori und der Marie Cori (geborene Lippich). Sein Großvater mütterlicherseits war der Physiker Ferdinand Lippich. Er besuchte von 1904 bis 1914 das Gymnasium in der damals zum österreichischen Küstenland gehörenden Stadt Triest. Ab 1915 studierte er an der Deutschen Universität in Prag, wurde dort 1920 zum Doktor der Medizin promoviert und war danach als Assistent von Otto Loewi an der Universität Wien und auch in Graz tätig. 1922 wanderte er in die USA aus, wo er in St. Louis und in Boston arbeitete.
Für die Entdeckung des Verlaufs des katalytischen Glykogen-Stoffwechsels (Cori-Zyklus) erhielten er, seine Frau Gerty Cori und Bernardo Alberto Houssay im Jahr 1947 gemeinsam den Nobelpreis für Physiologie oder Medizin. Die Glykogenose Typ III wird nach ihm und seiner Ehefrau als Cori-Krankheit bezeichnet.

## Auszeichnungen (Auszug)
- 1946: Albert Lasker Award for Basic Medical Research
- 1955: Banting-Medaille der American Diabetes Association
- 1959: Österreichisches Ehrenzeichen für Wissenschaft und Kunst
- 2000: Benennung eines Asteroiden nach ihm und seiner Ehefrau – (6175) Cori

## Mitgliedschaften
1940 wurde Cori in die National Academy of Sciences, 1947 in die American Philosophical Society und 1948 in die American Academy of Arts and Sciences gewählt.